# Bad Boys – Klein und gefährlich
Bad Boys – Klein und gefährlich (Originaltitel: Bad Boys) ist ein US-amerikanischer Gefängnisfilm von Rick Rosenthal aus dem Jahr 1983 mit Sean Penn und Esai Morales in den Hauptrollen.

## Handlung
Michael O’Brien verlebt seine Kindheit in Chicago und kommt aus der Unterschicht. Er wird von seiner Mutter massiv vernachlässigt, hat aber eine Freundin namens J. C., mit der er davon träumt, die Stadt zu verlassen. Paco Moreno, einer seiner Mitschüler, verkauft Drogen, um so aus der Armut zu entkommen. O’Brien erfährt dies und will auch das schnelle Geld verdienen. Als er mit einem Freund einen Überfall auf Paco und seine Gang begeht, kommt es zur Katastrophe. Michaels Freund wird bei einem Schusswechsel mit einer weiteren Bande, die Paco die Drogen abkaufen will, getötet und Michael verliert auf der darauffolgenden Flucht vor der Polizei die Kontrolle über sein Auto und überfährt so versehentlich den jüngeren Bruder von Paco Pablo, der diesem unbemerkt nachgelaufen war, wobei er selbst auch Unfallopfer wird, es aber überlebt. Er wird dafür von der Polizei festgenommen und ins Jugendgefängnis gebracht.
Dort herrscht die Gewalt und O’Brien steigt dort in der Hierarchie schnell auf. Währenddessen schwört sein Kontrahent Rache für seinen toten Bruder. Um dies zu erreichen, vergewaltigt er O’Briens Freundin und verlangt von seinem Begleiter, sie zu erschießen, der jedoch von der Polizei rechtzeitig erschossen wird, bevor er es tun kann. Paco wird festgenommen und wird dann in dasselbe Gefängnis gebracht wie das von O’Brien, weil es kein anderes Gefängnis gibt, um ihn entsprechend unterzubringen. Das führt dazu, dass Moreno stattdessen O’Brien umbringen will, der wegen dieses traumatischen Ereignisses anfängt zu erkennen, wie irrsinnig diese Lebensweise ist. O’Brien will das verhindern, wobei er auch wegen des Todes von Pacos Bruder leidet und seine Freundin, die er liebt, wiedersehen will. Dabei hat er auch kein Verständnis für Morenos Verhalten und macht ihm auch ausdrücklich klar, dass sein Bruder letzten Endes tot ist, weil er nicht auf ihn aufgepasst hat. Zusätzlich hegt Michael auch die Hoffnung nach sechs Monaten wegen vorbildlichen Benehmens entlassen zu werden und arbeitet bewusst daran, das zu erreichen.
Paco wird aber nach den Worten Michaels daraufhin besessen hinsichtlich seines Wunsches Michael töten zu wollen, weil seitdem seine Existenz ihn zusätzlich daran erinnert, was er getan hat, und er sich nicht daran erinnern will, da er dann seine Lebensweise als Gangster, das ihn so sehr gefällt und den Tod seines Bruders verursacht hat, aufgeben müsste und er das nicht will. So eskaliert die Situation zwischen ihnen im Gefängnis, während die Insassen, die über die Situation erfahren, Wetten schließen hinsichtlich der Frage, wer den kommenden Todeskampf überleben wird.
Als dann eines Tages eine neue Unterkunft für Moreno gefunden wird und man ihn dorthin schicken will, beschließt Moreno, wissend, dass man ihn am nächsten Tag entsprechend wegbringen wird, Michael in der Nacht davor umzubringen, wobei er bereits schon vorher Vorbereitungen dafür getroffen hatte. O’Brien erfährt das aber auch und, dies voraussehend, wehrt er sich, als er es in seiner Zelle versucht, wobei Paco vorher den verantwortlichen Gefängniswärter dafür schlägt und wegsperrt, um es möglich zu machen. Beim darauffolgenden Kampf auf Leben und Tod, der mit der Zeit auch öffentlich wird und bei dem die anderen Wärter nicht eingreifen können, weil die Insassen, die den Todeskampf zum eigenen Vergnügen wollen, es verhindern, besiegt O’Brien Moreno.
Er weigert sich aber ihn umzubringen als Buße für seinen toten Bruder und aus Ekel wegen des Benehmens der Insassen, die zusätzlich unbedingt wollten, dass jemand bei diesem Kampf stirbt. Stattdessen bringt er ihn zu den Wärtern, die ihn schweigend vergewissern, dass man ihn wegen seines vorbildlichen Benehmens während des Todeskampfes entsprechend entlassen wird. Dann kehrt O’Brien, voller Reue und in der berechtigten Hoffnung seine Freundin wiedersehen zu können, in seine Zelle zurück, während Moreno, jetzt nur noch ein Schatten seiner selbst, von den Wärtern abgeführt wird, wobei zu erwarten ist, dass er eine Erwachsenenstrafe in einem Erwachsenengefängnis für sein Verbrechen kriegen wird.

## Kritik
„Das harte Knastdrama beschränkt sich darauf, die üblen Zustände hinter Gittern in authentischen Bildern einzufangen, die dahinter stehende soziale und ethnische Problematik wird dagegen nur am Rande angerissen. Die Rolle des aufsässigen Mick war eine der ersten größeren Leinwandauftritte von Kinorüpel Sean Penn. Von Regisseur Rick Rosenthal war ansonsten nicht viel zu vernehmen. Er inszenierte ‚Halloween 2‘ (1981) und eine Reihe unbedeutender B- bis C-Filme.“

„Unbarmherzige Knast-Studie“